# Zetta
Zetta (symbol Z) je předpona soustavy SI a znamená mocninu 1021, tj. označuje triliardu základních jednotek. Předpona byla odvozena z francouzského sept — sedm, což souvisí s tím, že se jedná o sedmou předponu odpovídající mocnině která je násobkem tří (obdobně pak zepto pro 10−21). Z hlediska etymologie patří zetta k předponám v rozsahu tera až quetta které vznikly z číslovek čtyři až deset vypuštěním jednoho písmene. Používá se poměrně zřídka.
| Předpony soustavy SI e | Předpony soustavy SI e | Předpony soustavy SI e | Předpony soustavy SI e | Předpony soustavy SI e | Předpony soustavy SI e                    | Předpony soustavy SI e |
| 10n                    | Předpona               | Značka                 | Název                  | Násobek                | Původ                                     | Příklad                |
| ---------------------- | ---------------------- | ---------------------- | ---------------------- | ---------------------- | ----------------------------------------- | ---------------------- |
| 1030                   | quetta                 | Q                      | kvintilion             | 1 000                  | lat. decem – „deset“                      | Qg – quettagram        |
| 1027                   | ronna                  | R                      | kvadriliarda           | 1 000                  | řec. a lat. – ‚ennea‘ a ‚novem‘ – „devět“ | Rg – ronnagram         |
| 1024                   | yotta                  | Y                      | kvadrilion             | 1 000                  | řec. ὀκτώ – „osm“                         | Yg – yottagram         |
| 1021                   | zetta                  | Z                      | triliarda              | 1 000                  | fr. sept – „sedm“                         | Zl – zettalitr         |
| 1018                   | exa                    | E                      | trilion                | 1 000                  | řec. ἕξ – „šest“                          | EB – exabajt           |
| 1015                   | peta                   | P                      | biliarda               | 1 000                  | řec. πέντε – „pět“                        | PJ – petajoule         |
| 1012                   | tera                   | T                      | bilion                 | 1 000                  | řec. τέρας – „netvor“                     | TW – terawatt          |
| 109                    | giga                   | G                      | miliarda               | 1 000                  | řec. γίγας – „obrovský“                   | GHz – gigahertz        |
| 106                    | mega                   | M                      | milion                 | 1 000                  | řec. μέγας – „velký“                      | MeV – megaelektronvolt |
| 103                    | kilo                   | k                      | tisíc                  | 1 000                  | řec. χίλιοι – „tisíc“                     | km – kilometr          |
| 102                    | hekto                  | h                      | sto                    | 100                    | řec. έκατόν – „sto“                       | hPa – hektopascal      |
| 101                    | deka                   | da                     | deset                  | 10                     | řec. δέκα – „deset“                       | dag – dekagram         |
| 100                    | —                      | —                      | jedna                  | 1                      |                                           | m – metr               |
| 10−1                   | deci                   | d                      | desetina               | 0,1                    | lat. decimus – „desátý“                   | dB – decibel           |
| 10−2                   | centi                  | c                      | setina                 | 0,01                   | lat. centum – „sto“                       | cm – centimetr         |
| 10−3                   | mili                   | m                      | tisícina               | 0,001                  | lat. mille – „tisíc“                      | mm – milimetr          |
| 10−6                   | mikro                  | µ                      | miliontina             | 0,000 001              | řec. μικρός – „malý“                      | µA – mikroampér        |
| 10−9                   | nano                   | n                      | miliardtina            | 0,000 000 001          | řec. νανος – „trpaslík“                   | nT – nanotesla         |
| 10−12                  | piko                   | p                      | biliontina             | 0,000 000 001          | it. piccolo – „malý“                      | pF – pikofarad         |
| 10−15                  | femto                  | f                      | biliardtina            | 0,000 000 001          | dán. femten – „patnáct“                   | fm – femtometr         |
| 10−18                  | atto                   | a                      | triliontina            | 0,000 000 001          | dán. atten – „osmnáct“                    | as – attosekunda       |
| 10−21                  | zepto                  | z                      | triliardtina           | 0,000 000 001          | fr. sept – „sedm“                         | zg – zeptogram         |
| 10−24                  | yokto                  | y                      | kvadriliontina         | 0,000 000 001          | řec. ὀκτώ – „osm“                         | ys – yoktosekunda      |
| 10−27                  | ronto                  | r                      | kvadriliardtina        | 0,000 000 001          | řec. a lat. – ‚ennea‘ a ‚novem‘ – „devět“ | rg – rontogram         |
| 10−30                  | quecto                 | q                      | kvintiliontina         | 0,000 000 001          | lat. decem – „deset“                      | qg – quectogram        |